# 미하일 코발료프
미하일 프로코피예비치 코발료프(러시아어: Михаил Прокофьевич Ковалёв, 1897년 6월 25일 ~ 1967년 8월 31일)는 소비에트 연방의 육군 군인이다.
코발료프는 1897년, 현 크라스노다르 지방 브류코베츠카야 (Bryukovetskaya)의 농가에서 태어났다. 1915년, 러시아 제국군에 소집되어 준위 (러시아어: пра́порщик, Praporshchik) 학교를 졸업한 후, 제1차 세계 대전에 참전하여 소대 (polurota), 중대, 대대를 지휘하였다.
1918년에는 붉은 군대에 입대하여 러시아 내전 시에는 연대장, 여단장으로서 데니킨 (Anton Denikin), 브랑겔 (Peotr Nikolayevich Wrangel), 안토노프 (Alexander Antonov) 가 이끄는 백군(러시아어: Белое движение) 과 싸웠다. 
1927년에는 볼셰비키에 입당하였고, 그 후 1937년, 키예프 군사 지구 사령관, 1938년, 벨로루시 군사 지구 사령관을 거쳐 1939년 소비에트 연방의 폴란드 침공에 참전하였다. 그는 겨울 전쟁 (1939년 ~ 1940년) 당시 제15군을 지휘하였고, 1940년 하르코프 군사 지구 사령관, 1941년 자바이칼 붉은 군대 보병 감찰관을 지냈다.
전쟁 막바지인 1945년 7월에는 자바이칼 전선 부사령관이 되어 일본에 대한 군사 행동에 참여하였다. 1949년부터는 레닌그라드 군사 지구 부사령관이 되었으며, 1955년 예비역으로 편입되었다. 1967년, 레닌그라드에서 세상을 떠났다.